# Trihesperus latifolius
Trihesperus latifolius är en sparrisväxtart som först beskrevs av Carl Sigismund Kunth, och fick sitt nu gällande namn av Herb.. Trihesperus latifolius ingår i släktet Trihesperus och familjen sparrisväxter. Inga underarter finns listade i Catalogue of Life.